# Catherine Ndereba
Catherine Ndereba, née le 21 juillet 1972 à Nairobi, est une athlète kényane, pratiquant le marathon.

## Faits notables
En octobre 2001, elle remporte le marathon de Chicago, comme l'année précédente, mais en établissant cette fois un nouveau record du monde en 2 h 18 min 47 s. Le précédent record, en 2 h 19 min 46 s, avait été établi par la Japonaise Naoko Takahashi le 30 septembre.
En 2003 puis en 2007, elle remporte le championnat du monde dans l'épreuve du marathon. Elle est la première Kényane à s'imposer dans cette épreuve. Elle participe aux jeux olympiques d'Athènes et de Pékin, respectivement en 2004 et 2008, et obtient chaque fois une médaille d'argent sur le marathon. 

## Palmarès

### Jeux olympiques d'été
- Jeux olympiques 2004 à Athènes ( Grèce)
  -  Médaille d'argent sur le marathon
- Jeux olympiques 2008 à Pékin ( Chine)
  -  Médaille d'argent sur le marathon

### Championnats du monde d'athlétisme
- Championnats du monde d'athlétisme de 2003 à Paris ( France)
  -  Médaille d'or sur le marathon
- Championnats du monde d'athlétisme de 2005 à Helsinki ( Finlande)
  -  Médaille d'argent sur le marathon
- Championnats du monde d'athlétisme de 2007 à Osaka ( Japon)
  -  Médaille d'or sur le marathon

### Marathons internationaux
- marathon de Chicago 2000 et 2001
- marathon de Boston 2000, 2001, 2004, 2005
- 5e du Marathon de New York 2008
- 3e du Marathon de Pékin 2011